# Angara (raket)
För andra betydelser, se Angara.

Olika Angara-bärraketer

Angara är en rysk rakettyp under utveckling. Första flygningen planerades till år 2013. Syftet med raketen är att göra Ryssland mindre beroende av inköp av Zenit-raketer från Ukraina samt att kunna flytta uppskjutningsplatsen från Kazakstan. Beslutet om att utveckla raketsystemet togs 26 augusti 1995 av den ryska regeringen.